# Liquid Tension Experiment
Liquid Tension Experiment (abreujat i també conegut com a LTE) és un supergrup de rock progressiu instrumental dels Estats Units que es va crear cap a finals del 1996, quan en Mike Portnoy (bateria de Dream Theater), va rebre una petició de la seva discogràfica, Magna Carta, per a formar una banda composta per grans talents del rock progressiu. Per dur a terme aquest projecte en Portnoy va ser interrogat sobre amb quins músics havia volgut gravar sempre; en enllestir algunes negociacions es va concretar quins serien els components del grup:
- Tony Levin: Experimentat baixista, icona del rock progressiu, integrant de King Crimson i que ha col·laborat juntament amb artistes com en Peter Gabriel. En alguns temes de la banda, com per exemple "Osmosis", demostra el seu talent amb un instrument d'alta complexitat com és el Chapman Stick.
- John Petrucci: Reconegut guitarrista company d'en Mike Portnoy a Dream Theater. Ha compartit la tarima amb en Joe Satriani i l'Steve Vai en l'extravagància guitarrística a G3.
- Jordan Rudess: Actual teclista de Dream Theater, compositor i productor. Abans va tocar amb n'Steve Morse, en Vinnie Moore, en Dixie Dregs i el bateria Rod Morgenstein.
- Mike Portnoy: Bateria, component del grup Dream Theater, O.S.I. i Transatlantic. Guardonat cada any des del 1995 fins al 2006 com el millor bateria de rock progressiu per la revista Modern Drummer.

Al moment en què es va crear Liquid Tension Experiment, en Rudess encara no formava part de Dream Theater. Tot i que alguns formulen la teoria que se'l va convidar a unir-s'hi atès l'èxit de Liquid Tension Experiment, se sap que ja havia rebutjat una oferta per integrar-s'hi el 1994, ocasió en què es va convertir en membre de Dixie Dregs en lloc de Dream Theater.
La música que concep la banda és enterament instrumental, i s'emmarca dins del rock progressiu.
Liquid Tension Experiment va editar dos àlbums, Liquid Tension Experiment (1998) i Liquid Tension Experiment 2 (1999), a través de Magna Carta. 'També van fer alguns espectacles en directe a Nova York, a Filadèlfia i a Los Angeles. En Mike Portnoy ha declarat en diverses entrevistes (i en el FAQ del seu espai web) que no hi haurà un tercer àlbum de LTE, car tres quartes parts de la banda ara estan a l'alineació de Dream Theater. Tanmateix, diverses cançons i riffs han estat incorporats a les presentacions en directe de Dream Theater, com per exemple el medley instrumental de Live at Budokan.
L'any 2007 es va editar un nou disc amb el nom de "Liquid Trio Experiment", conformat per antigues gravacions que en Mike Portnoy tenia guardades. Totes les melodies són sessions d'improvisació realitzades durant la gravació de "Liquid Tension Experiment 2" en absència d'en Petrucci, que estava pendent del naixement de la seva filla. El nom "Liquid Trio Experiment", que segueix mantenint les sigles LTE, es deu precisament a l'absència del guitarrista.
Durant el 2008 es va editar un disc en directe de Liquid Trio Experiment anomenat When the Keyboard Breaks, gravat durant un show a Chicago, EUA, al qual el teclat d'en Jordan Rudess va patir una falla greu. Els músics restants es presten a iniciar una llarga sessió de jams d'aproximadament una hora, mentre en Rudess, ensems els seus tècnics, intenta arreglar el teclat. Aquest disc és la gravació d'aquesta jam, amb alguns talls i arranjaments.

## Discografia

### Liquid Tension Experiment (1998)
Caràtula
Llista de temes:
1. Paradigm Shift (8:54)
2. Osmosis (3:26)
3. Kindred Spirits (6:29)
4. The Stretch (2:00)
5. Freedom of Speech (9:19)
6. Chris and Kevin's Excellent Adventure (2:21)
7. State of Grace (5:01)
8. Universal Mind (8:53)
9. Three Minute Warning (28:31)

Duració total: 73:55 min.

### Liquid Tension Experiment 2 (1999)
Caràtula  Arxivat 2007-09-29 a Wayback Machine.
Llista de Temes:
1. Acid Rain (6:35)
2. Biaxident (7:40)
3. 914 (4:01)
4. Another Dimension (9:50)
5. When the Water Breaks (16:58)
6. Chewbacca (13:35)
7. Liquid Dreams (10:48)
8. Hourglass (ft Lucas M Hevia) (4:26)

Duració total: 73:51 min.

### Liquid Trio Experiment "Spontaneous Combustion" (2007)
Llista de Temes:
1. Chris & Kevin's Bogus Journey (7:54)
2. Hot Rod (6:21)
3. RPP(3:06)
4. Hawaiian Funk (4:39)
5. Cappuccino (3:26)
6. Jazz Odyssey (8:49)
7. Fire Dance (8:23)
8. The Rubberband Man (6:52)
9. Holes (4:38)
10. Tony's Nightmare (2:49)
11. Boom Boom (6:33)
12. Return Of The Rubberband Man (9:43)
13. Disneyland Symphony (4:47)

Duració Total: 78:00 min.

### Liquid Trio Experiment 2 "When the Keyboard Breaks (Live in Chicago)" (2008)
Llista de Temes:
1. Universal Mind (When the Keyboard Broke) (2:21)
2. The Chicago Blues & Noodle Factory (7:03)
3. Fade Away or Keep Going? (5:03)
4. The Haunted Keyboard (9:34)
5. Close Encounter of Liquid Kind (15:13)
6. Ten Minute Warning (5:55)
7. That'Ol Broken Down Keyboard Blues (6:34)
8. Liquid Anthrax (4:55)
9. That's All Folks! (2:12)